# Гедикли, Эмрехан
Эмрехан Гедикли (нем. Emrehan Gedikli; родился 25 апреля 2003, Германия) — немецкий футболист турецкого происхождения, нападающий клуба «Коньяспор».

## Футбольная карьера
Эмрехан — уроженец города Оберхаузен, находящегося в земле Северный Рейн-Вестфалия. Воспитанник академии «Байера». Был лучшим бомбардиром в разных возрастных командах академии. Осенью 2020 года стал вызываться в основную команду. 26 ноября 2020 года дебютировал за «леверкузенцев» в матче группового этапа Лиги Европы против «Хапоэля», выйдя на поле на 80-й минуте вместо Карима Беллараби.
Выступал за юношеские сборные Германии всех возрастов.

## Семья
Оба родителя Эмрехана — турецкие эмигранты. Мать родом из Токата, отец родом из Трабзона. Вырос в городе Мюльхайм-ан-дер-Рур. После зачисления в академию родители возили его на тренировки.